# Museum Zaanse Tijd
Museum Zaanse Tijd is een klokkenmuseum gevestigd in de Zaanse Schans in de Noord-Hollandse gemeente Zaanstad. De collectie bestaat uit Zaanse en Nederlandse klokken, uurwerken en horloges. Speciale aandacht is er voor de Zaanse klok uit de Gouden Eeuw die sindsdien in meerdere perioden populair is geweest. Het museum bevindt zich in een de 17e-eeuwse rijksmonumentaal zeildoekwevershuis overgebracht uit Assendelft ingericht met stijlkamers.
Het museum werd opgericht op initiatief van de gemeente Zaandam en op 3 februari 1976 door prins Claus geopend. In 1985 dreigde het te sluiten en is het museum behouden met fondsenwerving en de oprichting van de Stichting Zaans Uurwerken Museum.